# Eleanor Tufts
Eleanor May Tufts  (1 de febrero de 1927-2 de diciembre de 1991) fue una historiadora del arte, conservadora de museo, escritora, y feminista estadounidense. Desarrolló actividades académicas y científicas como profesora de historia del arte en la Universidad Metodista del Sur en Dallas, Texas.

## Biografía
Tufts era natural de Exeter (Nuevo Hampshire), hija de una docente de escuela, y de un empresario. Se graduó, en 1949, por el Simmons College con un B.S. en cultura hispánica, después de lo cual trabajó como secretaria ejecutiva en la Universidad de Boston, antes de regresar a la facultad para su maestría. Así, en 1957, obtuvo su M.A. en Historia del Arte, por la Radcliffe College.
En 1974, se hizo amiga de la historiadora del arte de Texas Alessandra Comini, desarrollando un enfoque feminista del arte compartido a la vez que compartieron hogar en Dallas como compañeras de vida. Pasaron los veranos rastreando obras de artistas femeninas, para que sus libros despertaran la conciencia de los conservadores de museos acerca de trabajos importantes realizados por mujeres que habían sido relegadas a depósitos.

## Carrera
Después de obtener su maestría en 1957, el Consejo de Intercambio Educativo Internacional en la ciudad de Nueva York, la contrató como directora de desarrollo de programas. Luego se desempeñó como directora asociada del  Servicio Universitario Mundial, de Nueva York.
In 1964, obtuvo su primer puesto en una facultad, como profesora asistente de historia del arte, en la Universidad de Bridgeport de Connecticut. Y, en 1966, se convirtió en profesora asociada de historia del arte, en la Universidad Estatal del Sur de Connecticut, de New Haven (Connecticut).
En 1971, defendió su tesis de Ph.D. por el Instituto de Bellas Artes de la Universidad de Nueva York. Su disertación fue acerca del artista español Luis Egidio Meléndez, bajo la dirección y supervisión de José Lopez-Rey. Después de recibir su doctorado, fue nombrada profesora titular de historia del arte y directora de la División de Arte de la Universidad Metodista del Sur, en Dallas, Texas.
En 1985, ayudó a organizar una exposición de Meléndez en la Academia Nacional de Diseño en la ciudad de Nueva York. En 1987, la primera directora de Museo Nacional de Mujeres Artistas, Anne-Imelda Radice, le pidió a Tufts que hiciese de conservadora de la exposición itinerante "American Women Artists, 1830–1930", un programa que recibió una amplia y controvertida cobertura.
Falleció de cáncer de ovario el día 2 de diciembre de 1991, en el Hospital Presbiteriano de Dallas, a los 64 años.

## Obra

### Algunas publicaciones
- A Stylistic Study of the Paintings of Luis Melendez (Un estudio estilístico de las pinturas de Luis Meléndez.). Ed. New York University, 203 p. (1971)

- Our Hidden Heritage: Five Centuries of Women Artists (Nuestra herencia oculta: cinco siglos de mujeres artistas) 256 p. (1974) ISBN 0846700263 ISBN 9780846700265

- Luis Melendez, 18th-Century Master of the Spanish Still Life (Luis Meléndez, maestro de la naturaleza muerta española del siglo XVIII) 132 p. (1985)

- American Women Artists, 1830-1930 (Mujeres artistas americanas, 1830-1930,) con ensayos introductorios de Gail Levin, Alessandra Comini, y Wanda M. Corn 256 p. (1987) ISBN 0824090705 ISBN 9780824090708